# Nygård (Norwegia)
Nygård – wieś w zachodniej Norwegii, w okręgu Sogn og Fjordane, w gminie Vågsøy. Miejscowość leży na północnym brzegu zatoki  Skavøypollen - odnogi fiordu Nordfjord, przy norweskiej drodze krajowej nr 15. Najbliższą miejscowością leżącą w odległości około 1 km na zachód jest Tennebø zaś od centrum administracyjnego gminy Måløy dzieli odległość 5 km. 
Miejscowość jest wymieniona w źródłach historycznych pochodzących z XVI wieku.